# Clovnii ucigași
Clovnii ucigași (titlu original: Killer Klowns from Outer Space) este un film american SF de groază de comedie din 1988 regizat de Stephen Chiodo. În rolurile principale joacă actorii Grant Cramer, Suzanne Snyder, John Allen Nelson, Royal Dano, Michael Siegel, Peter Licassi și John Vernon.

## Distribuție
- Grant Cramer - Mike Tobacco
- Suzanne Snyder - Debbie Stone, iubita lui Mike
- John Allen Nelson - șerif Dave Hanson
- John Vernon - ofițer de poliție Curtis Mooney
- Michael Siegel - șofer Rich Terenzi
- Peter Licassi - Paul Terenzi, fratele lui Rich
- Royal Dano - fermier Gene Green
- Christopher Titus - Bob McReed
- Irene Michaels - Stacy
- Karla Sue Krull - Tracy